# Urs Widmer
Pour les articles homonymes, voir Widmer.
Urs Widmer, né le 21 mai 1938 à Bâle et mort le 2 avril 2014 à Zurich, est un écrivain, dramaturge et traducteur suisse.

## Biographie
Urs Widmer est le fils de Walter Widmer, traducteur, critique littéraire et professeur de lycée. Rudolf Graber fut son professeur d’allemand au lycée de Bâle. Widmer étudie les langues germaniques et romanes ainsi que l’histoire dans les universités de Bâle, Montpellier et Paris. En 1966, il obtient son doctorat pour son travail sur la prose allemande de l’après-guerre.
Il commence alors sa carrière comme lecteur, d’abord chez Walter Verlag à Olten, puis à Suhrkamp Verlag en Allemagne. Il quitte rapidement l’éditeur mais pas la ville de Francfort-sur-le-Main, où il s’établit comme écrivain de 1967 à 1984. Il écrit des critiques pour la Frankfurter Allgemeine Zeitung et est maître de conférences de littérature moderne allemande à l'université Johann Wolfgang Goethe de Francfort-sur-le-Main. Widmer commence sa carrière d’écrivain avec le récit Alois en 1968. En 1969, il fait partie des membres fondateurs de Verlag der Autoren, qui édite ses pièces de théâtre. Il rentre en Suisse en 1984 et s'installe à Zurich, il est marié à une psychanalyste et a une fille.

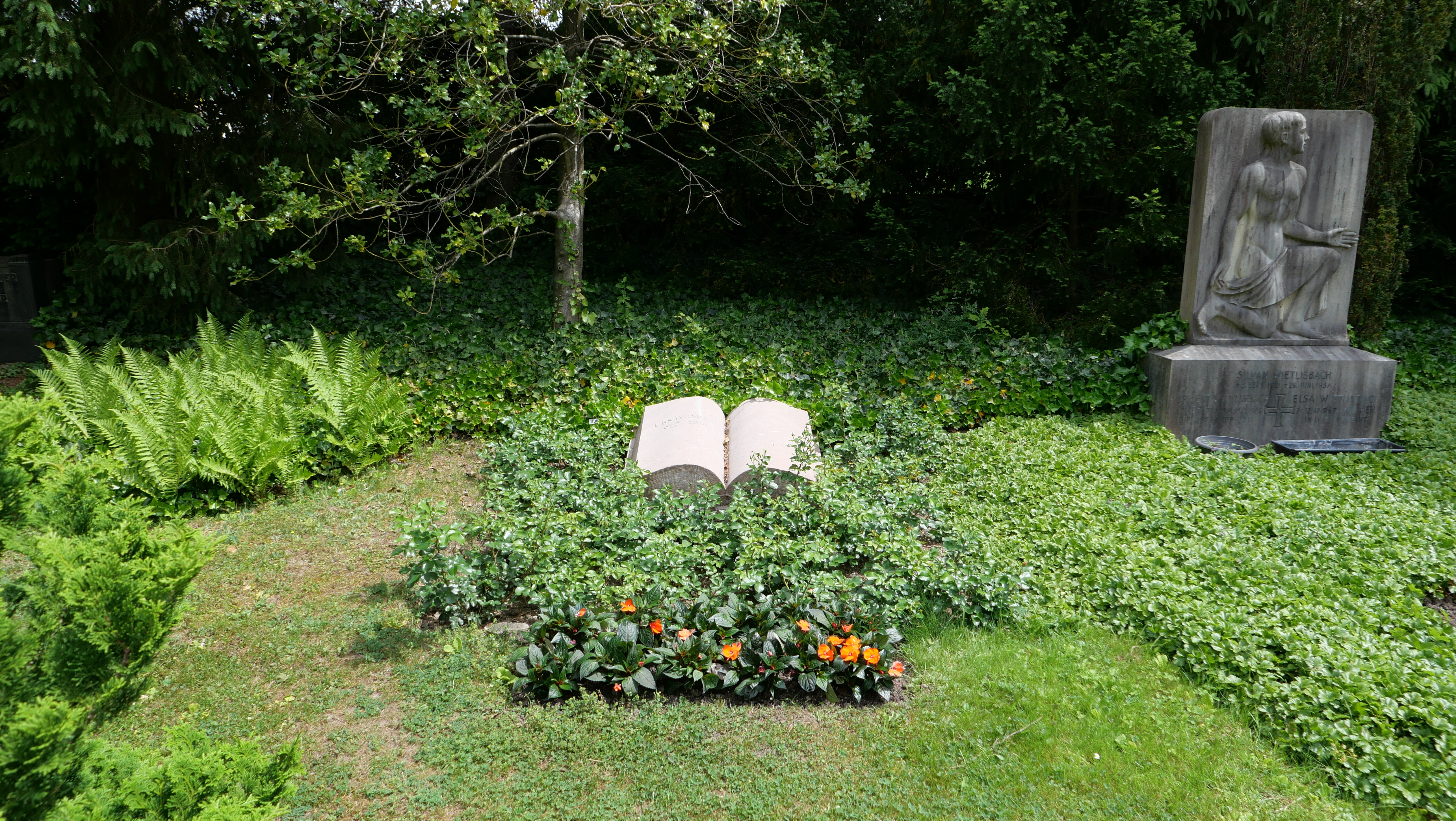
La tombe de Widmer au cimetière d'Enzenbühl à Zurich.

L’œuvre d’Urs Widmer comprend des romans, des récits, des essais, des pièces de théâtre et des dramatiques radiophoniques. La force de cette œuvre tient, selon les critiques[Qui ?], à sa capacité de transformer jusqu’à la parodie et au surréalisme de banales histoires d’aventures et de voyages grâce à un déploiement d’humour et d’ironie. Widmer souhaite d’une part écrire des fictions, « tout en laissant paraître le plus possible de la réalité sociale ».
Sa pièce de théâtre Top Dogs, une satire sociale, a été créée aux rencontres théâtrales de Berlin en 1997 dans une mise en scène de Volker Hesse. De soi-disant « Top Dogs », des cadres licenciés y deviennent en fait des « Underdogs ». Dans un bureau de placement, ils éprouvent l’horreur et le grotesque d’être responsables de leur propre licenciement.
Comme son père, Urs Widmer traduit également les œuvres de différents auteurs.
Urs Widmer est membre des académies de Darmstadt, Bensheim, Berlin et Graz. Son fonds d'archives se trouve aux Archives littéraires suisses à Berne.

## Citation
« Je suis parfois amené à m’imaginer quelque chose de beau, des arbres ou bien les océans, l’air ou l’amour, parce que, là où je vis, d’une manière ou d’une autre cela n’est jamais assez beau, il y a trop peu d’arbres, d’océan, d’air et d’amour. »

## Œuvres

### Romans, récits, Nouvelles
- Alois. Récit. Diogenes, Zurich 1968
- Die Amsel im Regen im Garten. Récit. Diogenes, Zurich 1971
- Die Forschungsreise. Abenteuerroman. Diogenes, Zurich 1974
- Schweizer Geschichten. Hallwag, Bern 1975
- Die gelben Männer. Roman. Diogenes, Zurich 1976
- Vom Fenster meines Hauses aus. Prosa. Diogenes, Zurich 1977
- Hand und Fuss. Ein Buch (Miniaturbuch). Moon Press, Den Haag 1978
- Shakespeares Geschichten. Band 2. Stücke von Shakespeare nacherzählt. Diogenes, Zurich 1978
- Fotos. Patio (PA-RA-BÜ 25), Francfort-sur-le-Main 1980
- Das Urs-Widmer-Lesebuch. Diogenes, Zurich 1980
- Das enge Land. Roman. Diogenes, Zurich 1981
- Liebesnacht. Récit. Diogenes, Zurich 1982
- Die gestohlene Schöpfung. Ein Märchen. Diogenes, Zurich 1984
- Indianersommer. Récit. Diogenes, Zurich 1985
- Das Verschwinden der Chinesen im neuen Jahr. Diogenes, Zurich 1987
- Auf, auf, ihr Hirten! Die Kuh haut ab! Kolumnen. Diogenes, Zurich 1988
- Der Kongreß der Paläolepidopterologen. Roman. Diogenes, Zurich 1989
- Das Paradies des Vergessens. Récit. Diogenes, Zurich 1990
- Der blaue Siphon. Récit. Diogenes, Zurich 1992
- Liebesbrief für Mary. Récit. Diogenes, Zurich 1993
- Im Kongo. Roman. Diogenes, Zurich 1996
- Vor uns die Sintflut. Geschichten. Diogenes, Zurich 1998
- Das Buch der Albträume (mit Zeichnungen von Hannes Binder). Sanssouci bei Nagel & Kimche, Zurich 2000
- Der Geliebte der Mutter. Roman. Diogenes, Zurich 2000
- Das Buch des Vaters. Roman. Diogenes, Zurich 2004
- Ein Leben als Zwerg. Diogenes, Zurich 2006
- Valentin Lustigs Pilgerreise. Bericht eines Spaziergangs durch 33 seiner Gemälde. Diogenes, Zurich 2008
- Herr Adamson. Roman. Diogenes, Zurich 2009
- Stille Post. Kleine Prosa. Diogenes, Zurich 2011.
- Reise an den Rand des Universums. Autobiographie. Diogenes, Zurich 2013.

### Essais
- 1945 oder die „Neue Sprache“. Studien zur Prosa der „Jungen Generation“. Pädagogischer Verlag, Düsseldorf 1966 (= Dissertation. Basel 1965)
- Das Normale und die Sehnsucht. Essays und Geschichten. Zurich 1972.
- Die sechste Puppe im Bauch der fünften Puppe im Bauch der vierten und andere Überlegungen zur Literatur. Grazer Poetikvorlesungen. Droschl, Graz 1991.
- Das Geld, die Arbeit, die Angst, das Glück. Diogenes, Zurich 2002.
- Vom Leben, vom Tod und vom Übrigen auch dies und das. Frankfurter Poetikvorlesungen, Zurich 2007.
- In uns und um uns und um uns herum. In: Renate Matthei (Hrsg.) Trivialmythen. März, Frankfurt 1970, S. 11ff. (Wiederauflagen, z. B. Area-Verlag, Erftstadt 2004,  (ISBN 3-89996-029-7). pp. 331–339.)

### Pièces de théâtre
- Die lange Nacht der Detektive. Kriminalstück in drei Akten. Verlag der Autoren, Francfort-sur-le-Main 1973.
- Nepal. Stück in der Basler Umgangssprache. Francfort-sur-le-Main 1976.
- Stan und Ollie in Deutschland. Francfort-sur-le-Main 1979.
- Züst oder Die Aufschneider. Francfort-sur-le-Main 1979.
- Dr neu Noah. Francfort-sur-le-Main 1984.
- Alles klar. Stan und Ollie in Deutschland. Francfort-sur-le-Main 1988.
- Jeanmaire. Ein Stück Schweiz. Francfort-sur-le-Main 1992.
- Der Sprung in der Schüssel. Frölicher – ein Fest. Francfort-sur-le-Main 1992.
- Sommernachtswut. Francfort-sur-le-Main 1993.
- Top Dogs. Francfort-sur-le-Main 1996.
- Die schwarze Spinne. Sommernachtswut. Francfort-sur-le-Main 1998.
- König der Bücher. Bankgeheimnisse. Francfort-sur-le-Main 2001.
- Münchhausens Enkel. Francfort-sur-le-Main 2012.
- Das Ende vom Geld : ein Todes-Experiment Francfort-sur-le-Main 2012.

### Traductions françaises
- Histoires suisses, Éditions L'Âge d'Homme, Lausanne 1983
- L'Été indien, Éditions Zoé, Genève, 1990
- Le Paradis de l’oubli, Fayard, Paris, 1994
- Les Hommes jaunes, Fayard, Paris, 1994
- Le Siphon bleu, Fayard, Paris, 1994
- Top Dogs, traduit par Daniel Benoin, L’Arche, Paris, 1999
- L'Homme que ma mère a aimé, Gallimard, Paris, 2001
- Le Livre de mon père, Gallimard, Paris, 2006

## Récompenses et distinctions
- 1974 : Prix Karl Sczuka
- 1976 : Prix de la dramatique radiophonique des aveugles de guerre
- 1983 : Prix du manuscrit
- 1985 : Prix Schiller
- 1989 : Prix littéraire de la ville de Bâle
- 1992 : Prix littéraire de la Südwestrundfunk
- 1996 : Prix littéraire de la ville de Zurich
- 1997 : Prix artistique de la commune de Zollikon
- 1997 : Prix d'innovation 3sat
- 1997 : Prix dramatique de la ville de Mülheim (Mülheimer Dramatikerpreis) pour Top Dogs
- 1998 : Prix littéraire Heimito von Doderer
- 2000 : Prix Bertolt Brecht de la ville d’Augsburg
- 2001 : Prix Franz-Nabl
- 2002 : Grand prix littéraire de l’académie des Beaux-arts de Bavière
- 2002 : Prix des auditeurs de la RTS pour L'homme que ma mère a aimé[4]
- 2003 : Auteur de la ville de Mayence
- 2007 : Maître de conférence invité de l‘institut de poétique de l’université de Francfort-sur-le-Main
- 2007 : Prix Friedrich Hölderlin de la ville de Bad Homburg
- 2007 : Prix Lipp Suisse (de la ville de Genève)